# Neodon
Neodon és un gènere de rosegadors de la família dels cricètids. Totes les espècies d'aquest grup són oriündes de la Xina i països propers. S'assembla a Microtus en l'aspecte exterior i les característiques cranials, però se'n diferencia en la morfologia de la primera dent molar inferior. Les espècies d'aquest gènere es classificaven anteriorment en el si de Pitymys, que actualment es considera un subgènere de Microtus. El nom genèric Neodon significa ‘dent nova’ en llatí.